# Charles Le Hon
Charles Amé Joseph graaf Le Hon (Doornik, 10 januari 1792 - Parijs, 30 april 1868) was een Zuid-Nederlands en een Belgisch liberaal politicus, diplomaat en minister van Staat.

## Levensloop

### Franse en Nederlandse tijd
Le Hon was de zoon van Charles Le Hon, licentiaat in de rechten en advocaat in Doornik en van Marie-Félicité Parent. Hij volbracht zijn middelbare studies aan het Prytanée de Saint-Cyr (Versailles) en de Lycée Napoléon (Parijs). Hij deed zijn universitaire studies aan de École de Droit (Parijs), verwierf er het diploma van doctor in de rechten en werd in 1813 advocaat in zijn geboortestad. In juni 1814 werd hij adjoint au maire, nadien schepen van de stad Doornik en bleef dit tot in 1830, jaar waarin hij burgemeester werd. Hij werd ook lid van de Provinciale Staten van Henegouwen (1818-1824).
Van 1824 tot aan de Belgische Revolutie was Le Hon in het Verenigd Koninkrijk der Nederlanden lid van de Tweede Kamer der Staten-Generaal voor de provincie Henegouwen. In 1830 behoorde hij tot de onderhandelaars met de prinsen Willem en Frederik, zonder dat het tot een akkoord kwam met Willem I.

### Belgisch koninkrijk
Door het Voorlopig Bewind werd hij tot lid benoemd van het Comité diplomatique, prefiguratie van het ministerie van Buitenlandse Zaken. Begin november 1830 werd hij door de kiezers van het arrondissement Doornik verkozen tot lid van het Nationaal Congres, waar hij zijn oom François Lehon ontmoette. Met zijn meer dan 50 tussenkomsten behoorde hij tot de actieve leden van deze Vergadering. Bij de grote beslissingen gaf hij vooraf uitgebreide uiteenzettingen, waarbij hij de historische en politieke context schetste waarin een beslissing diende te worden genomen. Bij de stemmingen maakte hij telkens deel uit van de meerderheid: voor de onafhankelijkheid, voor de eeuwigdurende uitsluiting van de Nassaus, voor de hertog van Nemours, voor de regent Surlet de Chokier, voor Leopold van Saksen-Coburg, voor het Verdrag der XVIII artikelen.
Nadat de Franse prins Lodewijk van Orléans op 3 februari 1831 door het Nationaal Congres was uitgekozen om de eerste koning van België te worden, maakte Le Hon deel uit van de parlementaire delegatie die het voorstel in Parijs aan de Franse koning ging overmaken, die het weigerde. Uiteindelijk werd Lodewijk niet de eerste koning maar werd gekozen voor prins Leopold van Saksen-Coburg. Le Hon trad vervolgens op als tussenpersoon bij de onderhandelingen over het huwelijk van Koning Leopold I met de dochter van koning Louis-Philippe van Frankrijk. Tijdens de huwelijksplechtigheid in Compiègne, was hij een van de twee getuigen van de koning.
Hoewel hij van 1831 tot 1833 ook nog volksvertegenwoordiger was in het eerste verkozen Belgisch parlement, was Le Hon in mei 1831 tot Gevolmachtigd minister in Parijs benoemd. Hij zou er op post blijven tot in 1842. Met zijn eigen niet onaanzienlijke financiële middelen gaf hij politieke en culturele uitstraling aan het Belgische gezantschap. Na zijn ontslag begon hij aan een nieuwe politieke loopbaan, als gemeenteraadslid van Doornik (1844), als provincieraadslid (1844-1846) en als volksvertegenwoordiger (1846-1856). Daarna verhuisde hij opnieuw naar Parijs en tot aan zijn dood woonde hij weer bij zijn vrouw.
In 1836 verkreeg Le Hon opname in de adelstand met de erfelijke titel van graaf. In 1856 werd hij benoemd tot minister van Staat.
Le Hon was ook met de industriële wereld verbonden, hoofdzakelijk via de familie Mosselman. In 1837 werd hij beheerder van de Société Vieille-Montagne, waar hij ook voorzitter werd. Hij werd tevens beheerder van twee andere vennootschappen uit de groep Mosselman die zich met productie van zink inlieten, de Société Valentin-Coq en de Société blanc de zinc. De toestand binnen het gezin Le Hon - Mosselman stond duidelijk de zakelijke samenwerking niet in de weg. Ook de minnaar van Fanny Le Hon, de hertog van Morny, werd bestuurder bij Vieille-Montagne. Er moet hierbij nog aangemerkt dat de drie vennootschappen, na heel wat fusies en naamsveranderingen in de eenentwintigste eeuw nog altijd verder leven binnen de multinational Umicore.

### Charles en Fanny Le Hon
Le Hon trouwde in Laken in 1827 met Fanny Mosselman (1808-1880), dochter van de bankier François-Dominique Mosselman. Ze hadden een dochter, Louise-Léopoldine Le Hon (1838-1931), die trouwde met prins Stanislas Poniatowski (1835-1908) en van wie onder meer de prins en minister Michel Poniatowski (1922-2002) een nakomeling is. Ze hadden ook twee zoons, Eugène Le Hon (1828-1860) en Leopold Le Hon (1832-1879). Van Eugène komt de laatste naamdragende afstammelinge voort, Marie Le Hon, die in 1984 is overleden. Er wordt aangenomen dat Leopold de zoon was van de diplomaat Charles-Joseph Bresson (1798-1847), terwijl Louise-Léopoldine de dochter was van de hertog Charles de Morny, (1811-1865) met wie Fanny een jarenlange en bekende buitenechtelijke relatie onderhield.
De echtbreuk was van die aard dat een feitelijke scheiding tussen de echtgenoten onvermijdelijk volgde en de rechtbank van Doornik op 19 december 1842 de scheiding van goederen uitsprak. Er blijft nog een vraagteken hangen over de scheiding. De kranten van de tijd (zoals La Phalange op 1 mei en 21 juni 1842) vermeldden dat het Fanny was die de scheiding van goederen had aangevraagd, omdat ze bevreesd was voor de aantasting van haar vermogen. Er was namelijk een broer van Charles Le Hon, François Lehon (niet terug te vinden in de stamboom van de familie, hoewel in kranten en in het boek van Carlo Bronne vermeld als broer van Charles) die tot Fransman was genaturaliseerd, in 1830 adjunct-maire van Parijs was geweest en notaris was geworden. In maart 1841 was hij aangehouden vanwege frauduleuze praktijken en werd hij failliet verklaard. Dit mondde uit in een opzienbarend proces en een veroordeling en gaf mee aanleiding tot het ontslag van Charles Le Hon als ambassadeur. Ook hij scheen te vrezen dat schuldeisers van de gefailleerde notaris zich tegen hem zouden kunnen keren en dat dit in elk geval een kwalijke schaduw over de Belgische ambassade zou werpen.